# Fisher Building
Fisher Building fra 1928 er en ornamenteret skyskraber i New Center-området i Detroit, Michigan, bygget i kalksten, granit og marmor. Opførelsen af bygningen blev finansieret af Fisher-familiens udbytte fra salget af firmaet Fisher Body til General Motors, og er bygget til at rumme kontorer og butikker. Bygningen blev klassificeret som et National Historic Landmark den 29. juni 1989. Den er i dag Detroit Public Schools' hovedbygning og rummer herudover butikker og teatret Fisher Theatre.

## Arkitektur
Art Deco-skyskraberen Fisher Building er beliggende på hjørnet af gaderne West Grand Boulevard og Second Avenue i Detroit, Michigan, og ligger i hjertet af området New Center. Kontorbygningen har 30 etager med en taghøjde på 130 meter, en højde på 103 til toppen af den øverste etage og en højde på 135 til toppen af spiret. Bygningen har 21 elevatorer. Den blev tegnet af arkitektfirmaet Albert Kahn and Associates med den ledende arkitekt Joseph Nathaniel French, og bliver generelt anset som Kahns største bedrift. I samme år, som bygningen blev opført, blev den kåret som det års smukkeste bygning til kommercielle formål af Architectural League of New York. Den overdådige, tre etager høje tunnelhvælvede lobby er bygget med 40 forskellige slags marmor og dekoreret af den ungarske kunstner Géza Maróti, og nyder stor agtelse blandt arkitekter. Skulpturerne på bygningens yderside er udført af bl.a. Maroti, Corrado Parducci, Anthony De Lorenzo og Ulysses Ricci.

## Historie
I begyndelsen planlagde Kahn et kompleks med tre bygninger, heraf to 30-etagers bygninger omkring en 60-etagers bygning i midten, men Den Store Depression begrænsede projektet til ét tårn.
Fisher-brødrene byggede deres bygning overfor General Motors Building (nu Cadillac Place). General Motors havde kort forinden erhvervet firmaet Fisher Body Company. De to massive bygningsværker satte gang i udviklingen af et nyt centerområde, New Center, et forretningskvarter nord for byens downtown.

### Radio
Toppen af bygningen var oprindelig forgyldt og kronet med en radioantenne. En af bygningens ældste lejere er radiostationen WJR, som ofte nævner, at deres signal kommer fra "Fisher Buildings gyldne tårn". To andre radiostationer, WDVD-FM og WDRQ-FM, sender også fra bygningen. På Skt. Patricks dag lyses tårnet op med grønt lys, og i de senere år lyses tårnet op med rødt lys for at fejre Detroit Red Wings ved NHL-kampe.

### Fisher Theatre
Bygningen huser også Fisher Theatre, en af Detroits ældste teatre. Teaterlokalerne havde oprindelig et overdådigt aztekisk-inspireret interiør, og havde engang mexicansk-indiansk kunst, banantræer og levende araer, som de besøgende kunne fodre. Efter depressionen fungerede teatret primært som biograf indtil 1961. Oprindelig var der 3.500 siddepladser, men det indre af bygningen blev renoveret til et teater med 2.089 siddepladser, som gav kunderne lidt mere siddeplads. Interiøret blev ændret til et mere simpelt design, og Fisher Teatre viser nu primært rejsende Broadwayforestillinger.